# Notiphila major
Notiphila major är en tvåvingeart som beskrevs av Christian Stenhammar 1844. Notiphila major ingår i släktet Notiphila och familjen vattenflugor.
Artens utbredningsområde är Sverige. Arten är reproducerande i Sverige. Inga underarter finns listade i Catalogue of Life.